# Philyrophyllum
Philyrophyllum là một chi thực vật có hoa trong họ Cúc (Asteraceae).

## Loài
Chi Philyrophyllum gồm các loài: